# Ašmjany
Ašmjany (bělorusky Ашмя́ны, rusky Ошмя́ны – Ošmjany, litevsky Ašmena, polsky Oszmiana, v jidiš אָשמענע‎) jsou město v Hrodenské oblasti v Bělorusku, správní středisko Ašmjanského rajónu. K roku 2017 měly přes šestnáct tisíc obyvatel.

## Poloha
Ašmjany leží na řece Ašmjance, levém přítoku Viliji v povodí Němenu. Leží ve vzdálenosti 133 kilometrů severozápadně od Minsku, hlavního města státu, jen zhruba dvacet kilometrů jihovýchodně od bělorusko-litevské hranice a jen přibližně padesát kilometrů od Vilniusu, hlavního města Litvy.

## Dějiny
Po první světové válce získala Ašmjany v polsko-sovětské válce druhá Polská republika. Po invazi nacistického Německa do Polska v roce 1939 zabral Ašmjany Sovětský svaz. Následně jej v roce 1941 v rámci operace Barbarossa obsadila německá armáda a Rudá armáda jej dobyla zpět až v roce 1944. V roce 1945 bylo součástí oblasti, kterou anektoval Sovětský svaz do Běloruské sovětské socialistické republiky. Od roku 1991 jsou Ašmjany součástí samostatného Běloruska.

### Rodáci
- Viktar Marcinovič (* 1977), spisovatel